# Chlaenius fulgidicollis
Chlaenius fulgidicollis es una especie de escarabajo de la familia Carabidae.

## Distribución geográfica
Es endémico de la península ibérica (España) y zonas próximas de Francia.